# Tái Đại
Tái Đại (giản thể: 载岱; phồn thể: 載岱, tiếng Mãn: ᡯᠠᡳ ᡩᠠᡳ, Möllendorff: dzai dai, 1 tháng 8 năm 1802 – 18 tháng 8 năm 1874), là một Tông thất của nhà Thanh trong lịch sử Trung Quốc.

## Thân thế
Tái Đại sinh vào giờ Ngọ, ngày 4 tháng 7 (âm lịch) năm Gia Khánh thứ 7 (1802) trong gia tộc Ái Tân Giác La. Ông là con trai thứ hai của Tông thất Dịch Chi (奕芝) - tằng tôn của Hoằng Triều - con trai thứ bảy của Lý Mật Thân vương Dận Nhưng. Mẹ ông là Na Mục Đô Lỗ thị (那穆都魯氏), đích thê của Dịch Chi. Con trai thứ tư của Hoằng Triều là Vĩnh Đăng (永璒) được phong làm Tam đẳng Phụng quốc Tướng quân, được xem như một chi hệ riêng. Sau khi Vĩnh Đăng qua đời, con trai trưởng là Miên Bạc (綿瓝) tập tước. Dịch Chi là con trai trưởng của Miên Bạc nhưng lại mất sớm hơn cha.

## Cuộc đời

### Thời Đạo Quang
Năm Đạo Quang thứ 12 (1832), Tái Đại được tập tước Phụng ân Tướng quân (奉恩将军) từ ông nội là Miên Bạc bởi cha ông và anh trai cả của ông đều đã qua đời. Tháng 6 năm thứ 19 (1839), ông được tập tước Lý Thân vương đời thứ 9, nhưng Lý vương phủ không phải Thiết mạo tử vương nên ông chỉ được phong Phụng ân Phụ quốc công. Tháng 7, ông được phái đi trông coi Thanh Đông lăng. Năm thứ 20 (1840), tháng 11, ông nhậm Tán trật đại thần. Tháng 12, được hành tẩu tại Càn Thanh môn. Cùng tháng, ông trở thành Tộc trưởng của Tả dực Cận chi. Năm thứ 28 (1848), tháng 4, ông được phái đi trông coi Thanh Tây lăng.

### Thời Hàm Phong
Tháng 5 năm Hàm Phong thứ 2 (1852), ông được đưa vào danh sách dự bị tiến Lục ban, đến tháng 8 chính thức bổ nhiệm. Tháng 2 năm 1853, ông nhậm chức Quảng Châu Phó Đô thống. Nhưng chỉ 2 tháng sau thì ông bị bệnh phải chọn người khác đảm nhiệm rồi quay về Kỳ điều trị. Đến tháng 12 thì ông lại nhậm chức Tán trật đại thần. Đầu năm 1854, ông được phong làm Phó Đô thống Mông Cổ Chính Bạch kỳ vào tháng giêng, và Tiền dẫn Đại thần (前引大臣), thay quyền Thanh Châu Phó Đô thống vào tháng 2. Đến năm 1857, ông liên tiếp thay đổi vị trí công tác khi liên tiếp được giao quản lý Chính Bạch kỳ tân cựu Doanh phòng (新旧营房) vào tháng 1, được phái tiến vào Võ chức Lục ban trong tháng 2, bắt đầu thay quyền Phó Đô thống Mãn Châu Chính Bạch kỳ từ tháng 4, và đến tháng 6, ông trở thành Tộc trưởng của Tả dực Cận chi Đệ nhất tộc.
Năm thứ 8 (1858), ông cũng tiếp tục thay đổi nhiều chức vụ khi bắt đầu thay quyền Phó Đô thống Hán Quân Chính Hồng kỳ từ tháng 4, nhậm chức Hữu Tông nhân của Tông Nhân phủ từ tháng 6, thay quyền Tương Hoàng kỳ Hộ quân Thống lĩnh từ tháng 9, và được điều làm Phó Đô thống Mãn Châu Tương Bạch kỳ vào tháng 12. Một năm sau, ông tiếp tục thay quyền Phó Đô thống Hán Quân Chính Hồng kỳ vào tháng 8, quản lý sự vụ Kiện Duệ doanh từ tháng 9, và quản lý Tương Bạch kỳ tân cựu Doanh phòng từ tháng 11. Tháng 3 năm 1860, ông thay quyền Tương Bạch kỳ Hộ quân Thống lĩnh. Đến tháng 8 cùng năm, ông đồng thời kiêm nhiệm nhiều nhiệm vụ của Tông Nhân phủ, Đô thống Mãn Châu Tương Bạch kỳ và Kiện Duệ doanh. Tháng 10, ông thay quyền Hữu dực Tiền phong Thống lĩnh. Trong năm 1861, ông tiếp tục thay quyền nhiều vị trí như Đô thống Mãn Châu Chính Hoàng kỳ, Tả dực Tiền phong Thống lĩnh. Tháng 10 cùng năm, ông được ban thưởng cho phép cưỡi ngựa trong Tử Cấm Thành.

### Thời Đồng Trị
Năm Đồng Trị nguyên niên (1862), tháng 2, ông nhậm chức Hữu dực Tiền phong Thống lĩnh. Tháng 3, thay quyền Phó Đô thống Hán Quân Tương Hồng kỳ. Tháng 9, ông được phái đi trông coi Thanh Đông lăng. Năm thứ 6 (1867), ông thay quyền Phó Đô thống Hán Quân Chính Bạch kỳ. Năm thứ 8 (1869), nhậm Phó Đô thống Mông Cổ Chính Hồng kỳ, sau đó lại điều nhậm Phó Đô thống Mãn Châu Tương Hồng kỳ. Năm thứ 13 (1874), ngày 7 tháng 7 (âm lịch), giờ Thìn, ông qua đời, thọ 73 tuổi.

## Gia quyến
- Đích Phu nhân: Đông Giai thị (佟佳氏), con gái của Viên ngoại lang Tát Khắc Đương A (蕯克当阿)
- Thiếp: Vương thị (王氏), con gái của Vương Thế Phúc (王世福).
- Con trai

1. Phổ Phong (溥豐, 1829 - 1896), mẹ là Đông Giai thị. Năm 1850 được phong Nhị đẳng Phụ quốc Tướng quân. Năm 1854 thưởng chức Nhị đẳng Thị vệ, 1 năm sau thì bị cách chức. Năm 1875 tập tước Phụng ân Phụ quốc công. Từng được phái đi trông coi Thanh Tây lăng và Thanh Đông lăng, nhậm Tán trật đại thần. Có bốn con trai.
2. Phổ Thịnh (溥盛, 1832 - 1896), mẹ là Đông Giai thị. Năm 1851 được phong Nhị đẳng Phụ quốc Tướng quân. Từng nhậm Càn Thanh môn Nhị đẳng Thị vệ, Đầu đẳng Thị vệ. Có năm con trai.
3. Phổ Trưng (溥徵, 1837 - 1889), mẹ là Đông Giai thị. Năm 1857 được phong Phụ quốc Tướng quân. Năm 1886 nhậm chức Phục Châu Thành thủ úy - đứng đầu quân Bát kỳ Trú phòng ở Phục Châu. Có một con trai.
4. Phổ Dung (溥融, 1839 - 1854), mẹ là Đông Giai thị. Mất sớm, vô tự.
5. Phổ Ân (溥恩, 1860 - 1861), mẹ là Vương thị. Chết yểu.
6. Phổ Duệ (溥銳, 1867 - 1895), mẹ là Vương thị. Năm 1886 được phong Nhất đẳng Phụng quốc Tướng quân. Vô tự.
7. Phổ Quang (溥光, 1869 - ?), mẹ là Vương thị. Từng nhậm chức Bút thiếp thức. Không rõ năm mất và thông tin con cái.